# Gerichtsbezirk Mieders

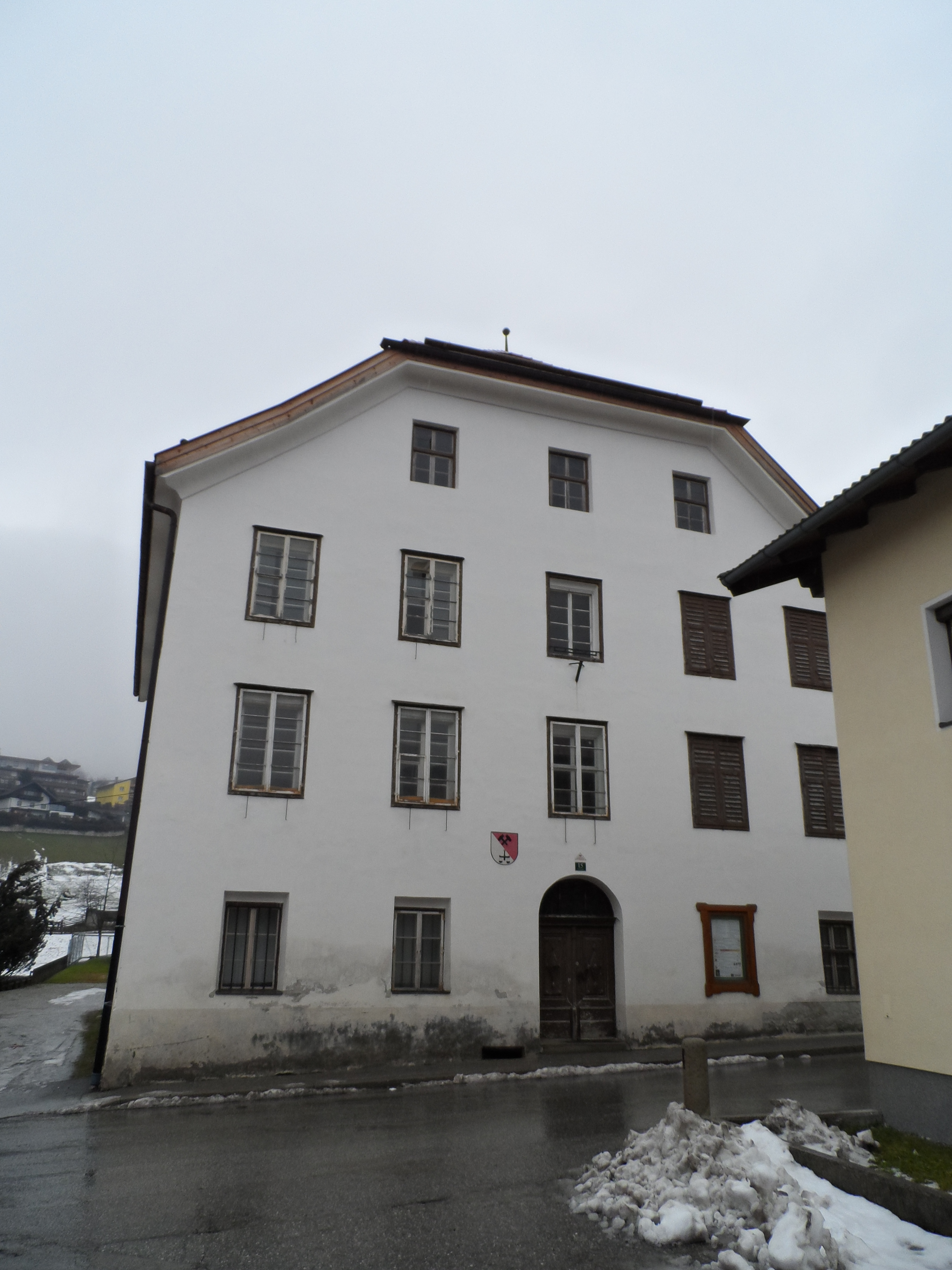
Ehemaliges Bezirksgericht Mieders

Der Gerichtsbezirk Mieders war ein dem Bezirksgericht Mieders unterstehender Gerichtsbezirk im politischen Bezirk Innsbruck-Land (Bundesland Tirol). Der Gerichtsbezirk wurde per 31. Mai 1923 aufgelassen und das zugehörige Gebiet dem Gerichtsbezirk Innsbruck zugeschlagen.

## Geschichte
Der Gerichtsbezirk Mieders wurde durch eine Kundmachung der Landes-Gerichts-Einführungs-Kommission aus dem Jahr 1849 geschaffen und umfasste ursprünglich die sechs Gemeinden Ellbögen, Mieders, Neustift, Schönberg, Telfes und Vulpmes.
Der Gerichtsbezirk Mieders bildete im Zuge der Trennung der politischen von der judikativen Verwaltung ab 1868 gemeinsam mit den Gerichtsbezirken Innsbruck, Hall, Steinach und Telfs den Bezirk Innsbruck-Land.
Nach dem Ersten Weltkrieg wurde der Gerichtsbezirk Mieders per 31. Mai 1923 aufgelöst und sein Gebiet dem Gerichtsbezirk Innsbruck zugewiesen.

## Gerichtssprengel
Der Gerichtssprengel umfasst vor der Auflösung des Gerichtsbezirkes die sieben Gemeinden Ellbögen, Fulpmes, Kreith, Mieders, Neustift, Schönberg und Telfes.